# Klub Krokodyla
Klub Krokodyla – nieformalna grupa członków Parlamentu Europejskiego, opowiadająca się za głębszą integracją europejską, aż do momentu utworzenia federacji europejskiej, oraz za większymi uprawnieniami Parlamentu Europejskiego – miał stać się on organem konstytucyjnym.
Grupa została założona 9 lipca 1980 roku, rok po pierwszych wyborach do PE, przez dziewięciu eurodeputowanych pod kierunkiem Alteriego Spinelliego. Nazwa grupy wywodzi się od restauracji „Au crocodile”, w której odbyło się spotkanie założycielskie. Formalnie klub ukonstytuował się we wrześniu tego samego roku, przyjmując do swego grona kolejnych członków – przez kilka miesięcy ich liczba wzrosła do 60, w ciągu roku do 180.
Dzięki inicjatywie klubu Parlament powołał między innymi komitet ds. reform instytucjonalnych Wspólnot europejskich. Komitet ten, pod przewodnictwem Spinellego, przygotował wstępny traktat o założeniu Unii Europejskiej, propozycję zmiany WE w federalną Unię Europejską (tzw. Plan Spinellego). Propozycja ta została przyjęta przez Parlament zdecydowaną większością głosów 14 lutego 1984 roku. Jednakże nie został on przyjęty przez państwa członkowskie, co dało impuls do negocjacji Jednolitego Aktu Europejskiego oraz Traktatu z Maastricht.
Po śmierci Spinellego w 1986, członkowie Parlamentu utworzyli specjalny komitet, mający na celu kontynuowanie prac Klubu Krokodyla.